# Гусейнов, Шахлар Иса оглы
Шахлар Иса оглы Гусейнов (азерб. Şahlar İsa oğlu Hüseynov; 26 ноября 1968, Анкаван — 10 апреля 1992, Маргушеван)  — азербайджанский военнослужащий, рядовой, участник Первой карабахской войны, Национальный герой Азербайджана.

## Награды
Указом исполняющего обязанности президента Азербайджанской Республики Исы Гамбарова № 833 от 7 июня 1992 года рядовому Шахлару Иса оглы Гусейнову за личное мужество и отвагу, проявленные во время защиты территориальной целостности Азербайджанской Республики и обеспечения безопасности мирного населения, было присвоено звание Национального Героя Азербайджана (посмертно).

## Память
Имя Шахлара Гусейнова носит одна из улиц Гянджи.